# Boeing Orbital Flight Test 2

O Boeing Orbital Flight Test 2 (também conhecido como Boe-OFT 2) foi a nova tentativa do voo experimental que foi atingido por 61 problemas de sofware, lançada no dia 19 de maio de 2022. A missão foi realizada com um CST-100 Starliner, desenvolvida pela Boeing como parte do Commercial Crew Program. A missão foi um voo de cinco dias com o lançamento ocorrido em 19 de maio de 2022, teve problemas encontrados em agosto de 2021 que adiou o lançamento da cápsula. Envolveu manobragem e acoplamento com a Estação Espacial Internacional e pouso no oeste dos EUA. Essa é a primeira acoplagem planejada depois que o voo de dezembro de 2019 não foi capaz de manobrar com a estação devido a uma anomalia no relógio da nave. A missão usou o equipamento, a nave e o foguete que estavam planejados para o voo tripulado.
No dia 6 de abril de 2020, a Boeing anunciou que iriam refazer o voo experimental para provar e atingir todos os objetivos do teste. Uma investigação de quatro meses da primeira missão terminou com a Boeing propondo outro voo não tripulado, que a NASA aceitou, sem custo aos contribuintes.

## Missão
O segundo Atlas V N22, designado como AV-080, vai lançar a Starliner em seu segundo voo não tripulado parra a Estação Espacial Internacional. A nave acoplou com a estação e então retornar no oeste dos EUA depois de um teste drive antes do Boeing Crewed Flight Test.
O OFT-2 foi o segundo voo de um Atlas V sem uma coifa e com um estágio superior Centaur de dois motores. O Centaur usa dois RL-10 e deve garantir aos voos da Starliner uma trajetória que permita um aborto bem sucedido em qualquer ponto da missão.
A Boeing modificou o projeto do sistema de acoplamento do Starliner após o voo do OFT-1. Uma tampa articulada de reentrada para proteção adicional durante a descida da cápsula pela atmosfera foi adicionada, como no projeto do SpaceX. Isto será testado na missão OFT-2.

### Atrasos no lançamento
No dia 9 de dezembro de 2020, a NASA e a Boeing anunciaram que o dia 29 de março de 2021 era a data de lançamento. No dia 16 de dezembro de 2020, os oficiais da empresa lançaram a insígnia oficial da missão. No dia 18 de janeiro de 2021, a Boeing e a NASA anunciaram que haviam re-certificado o software da nave para a missão. No dia 18 de janeiro de 2021, o lançamento foi mudado para o dia 25 de março e depois 2 de abril, para então o meio de abril. Durante abril de 2021, o lançamento foi marcado para agosto/setembro de 2021.

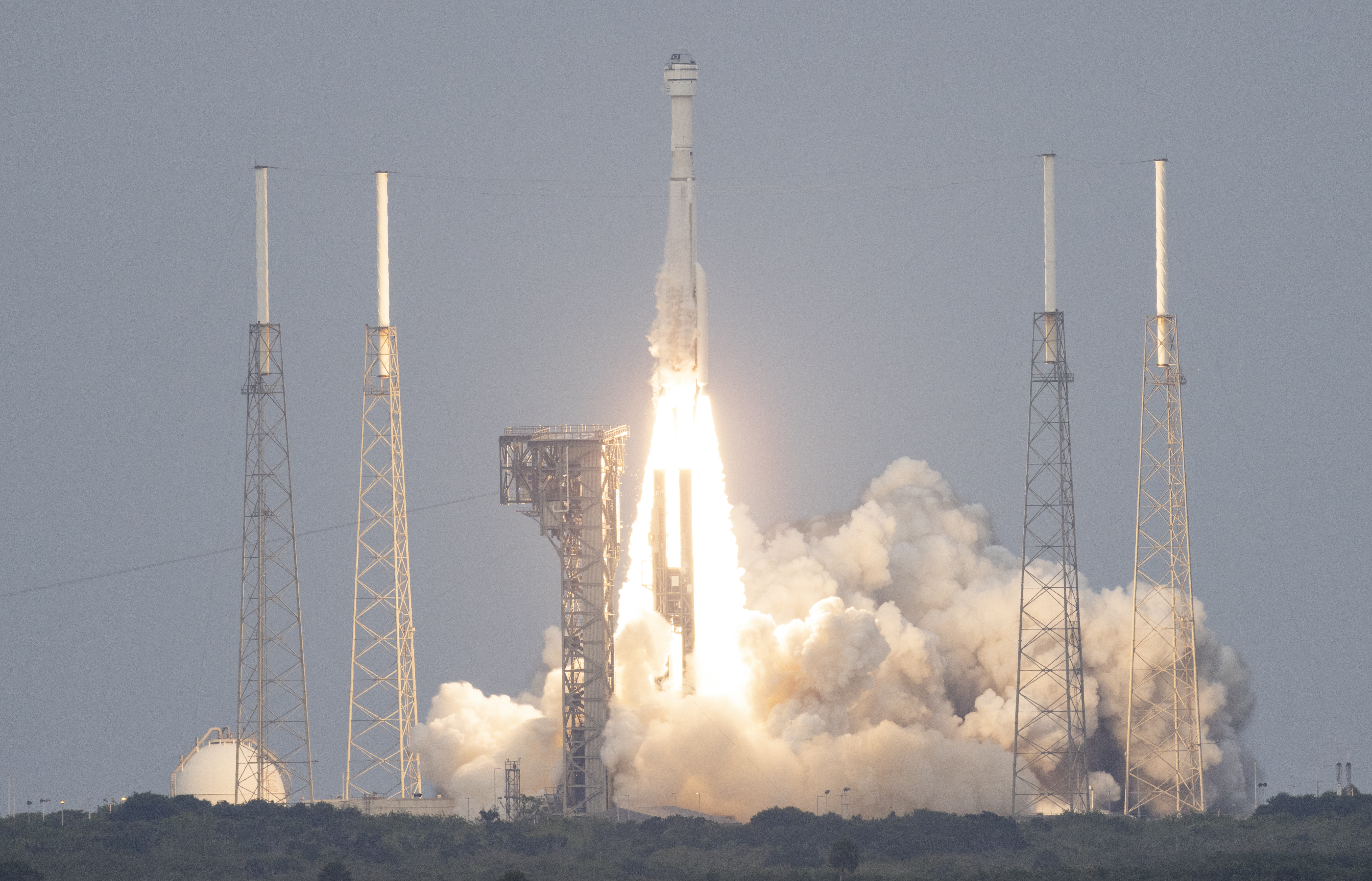
Lançamento.

Antes do lançamento, o Crew Dragon Endeavour, acoplado na comporta dianteira do módulo Harmony, foi reposicionado para a comporta zenith no dia 21 de julho de 2021. O lançamento estava marcado para o dia 30 de julho de 2021, mas foi adiado para o dia 3 de agosto devido a problemas no módulo Nauka.
O lançamento do dia 3 de agosto foi adiado devido a problemas técnicos com o sistema de propulsão da Starliner, causando um atraso de 24 horas, com o lançamento passando a ser esperado no dia 4 de agosto de 2021, as 16:57 UTC. Devido a uma posição de válvula inesperada no sistema de propulsão da Starliner, o lançamento foi adiado para um ponto indeterminado de agosto enquanto as equipes de engenharia investigam o problema. Como resultado, o Atlas V foi removido da base de lançamento para testes adicionais.
No dia 13 de agosto de 2021, a Boeing anunciou que a nave seria levada de volta à fábrica para resolver os problemas com as válvulas, fazendo com que o lançamento seja adiado indefinidamente. O tempo necessário para análises e correção de problemas forçará que o lançamento seja adiado até que o complexo de lançamento volte a estar disponível por volta de janeiro de 2022. As válvulas haviam sido corroídas pela humidade que havia interagido com o propelente, mas a fonte desta humidade não era aparente. No fim de setembro de 2021 a Boeing ainda não havia detectado a causa raiz do problema e o voo foi indefinidamente adiado. Em outubro de 2021, se avaliavam as oportunidades de lançamento na primeira metade de 2022. Por fim, a Boeing decidiu substituir o módulo de serviço e marcou o lançamento para maio de 2022.

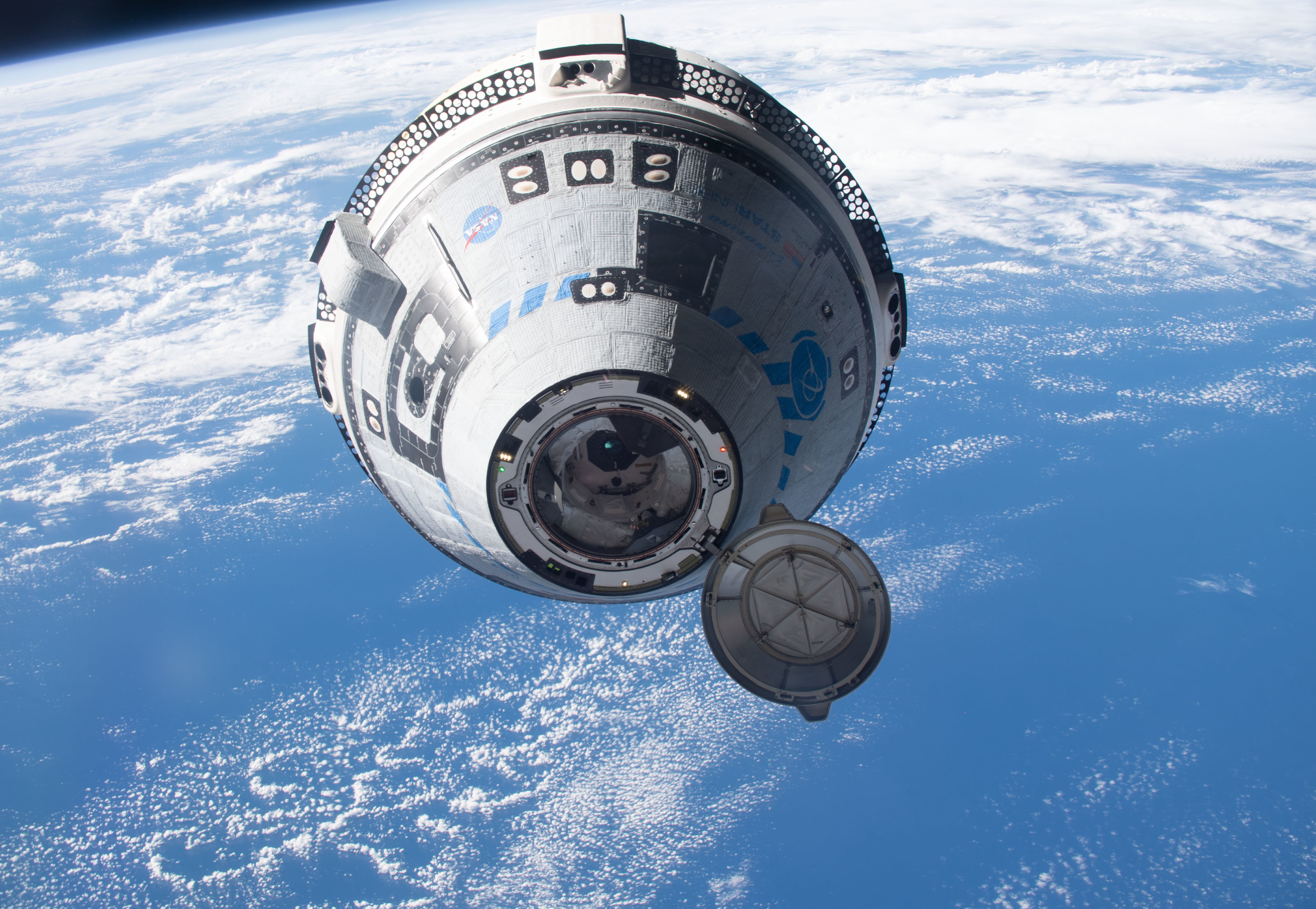
Boe OFT-2 se aproximando da ISS.

### Tentativa de relançamento
Após completar a montagem do foguete no VIF da ULA, o lançamento ocorreu no dia 19 de maio de 2022 as 22:54:36 UTC, e completou o Acionamento de Inserção Orbital 31 minutos após o lançamento. Durante este momento, dois entre doze propulsores OMAC desligaram logo após o acionamento, mas a Boeing alega não ser um risco para a missão, devido ao fato dos sistemas de bordo terem acionado os propulsores reservas para completarem a ignição sem problemas. 26 horas e 34 minutos após o lançamento, a Starliner realizou a captura suave em sua primeira tentativa de acoplagem. A acoplagem ocorreu após um atraso de uma hora, devido a necessidade de retrair e reexpandir o anel NDS [en] da interface de acoplagem. A nave desacoplou as 18:36 UTC e pousou as 22:49 UTC do dia 25 de maio de 2022.